# Оканенко, Аркадий Семёнович
Аркадий Семёнович Окане́нко (17 марта 1894 — 24 сентября 1982) — украинский физиолог растений, член-корреспондент АН Украинской ССР (с 1967), доктор биологических наук, профессор.

## Биография
Оканенко родился 17 марта 1894 года в городе Смела современной Черкасской области. Среднее образование получил в Новозыбковском сельскохозяйственном училище, после окончания которого работал агрономом в частных хозяйствах. После продолжения учёбы в 1926 году окончил Киевский сельскохозяйственный институт.
С 1926 года работал в лаборатории Всесоюзного научно-исследовательского Института сахарной свеклы под руководством академика Е. Ф. Вотчала. В 1937—1950 годы был заведующим лабораторией в этом Институте. Одновременно в 1944—1948 годах преподавал биохимию растений в Киевском университете и в 1959 году — в Украинской сельскохозяйственной академии. С 1950 года — заведующий отделом экологии фотосинтеза Института физиологии растений АН УССР, а с 1959 года — заведующий кафедрой Украинской сельскохозяйственной академии. В 1967 году избран членом-корреспондентом АН УССР. Основал научную школу по физиологии и экологии фотосинтеза. Среди научных достижений — выяснение роли калия в фотосинтезе и метаболических процессах, определяющих продуктивность сахарной свеклы. Разработал научные основы применения калийных удобрений для повышения сахаристости в условиях различного увлажнения.

## Награды и звания
В 1969 году Оканенко был награждён Государственной премией СССР за работы «Физиологические основы повышения сахаристости сахарной свеклы» и «Физиология сахарной свеклы». В 1974 году получил звание «Заслуженный деятель науки УССР», а в 1982 награждён орденом Трудового Красного Знамени.

## Труды
- Фотосинтез и урожай. К., 1954;
- Физиология сахарной свеклы и вопросы селекции. Москва, 1965;
- Фiзiологiчнi основи пiдвищення цукристостi цукрових бурякiв. К., 1966;
- Биология и селекция сахарной свеклы. Москва, 1968.